# The Enchanted Cottage
The Enchanted Cottage er en amerikansk stumfilm fra 1924 af John S. Robertson.

## Medvirkende
- Richard Barthelmess som Oliver Bashforth
- May McAvoy som Laura Pennington
- Ida Waterman som Mrs. Smallwood
- Alfred Hickman som Rupert Smallwood
- Florence Short som Ethel Bashforth
- Marion Coakley som Beatrice Vaughn
- Holmes Herbert som Major Hillgrove
- Ethel Wright som Mrs. Minnett
- Harry Allen som Riggs